# Anne Cathrine Herdorf
Anne Cathrine Herdorf (Copenhague, 10 de julio de 1967) es una cantante y actriz danesa que representó a Dinamarca junto al grupo Bandjo en el Festival de Eurovisión 1987. Participó con la canción "En lille melodi" ("Una pequeña melodía"), finalmente acabó en quinta posición con 83 puntos.
En 1992 copresentó la final danesa Dansk Melodi Grand Prix junto a otro antiguo participante danés, Anders Frandsen. Volvió a aparecer en 1999 como jurado y presentadora en 2001. Desde 1987 a 1993 interpretó varios papeles en producciones de la televisión danesa. 